# Psaliodes pallidicolor
Psaliodes pallidicolor là một loài bướm đêm trong họ Geometridae.